# Porte de la Chapelle (metrostation)
Porte de la Chapelle is een station van de metro in Parijs langs metrolijn 12 en 3b in het 18de arrondissement van Parijs.
De halte ligt bij Porte de la Chapelle, een toegangspunt tot de stad Parijs.

## Geschiedenis
Het station is op 23 augustus 1916 geopend, bij de opening van metrolijn 12. Het station was erg populair onder lifters naar België en Nederland vanwege de nabijheid van de oprit van de A1. De inrichting is in de typische stijl van de Nord-Sud onderneming die lijn 12 indertijd aangelegd heeft.
Sinds 15 december 2012 is het station het (tijdelijke) eindpunt van tramlijn 3b.
Op 18 december 2012 is lijn 12 verlengd naar Front Populaire, het station is sindsdien geen eindpunt meer.

## Ligging

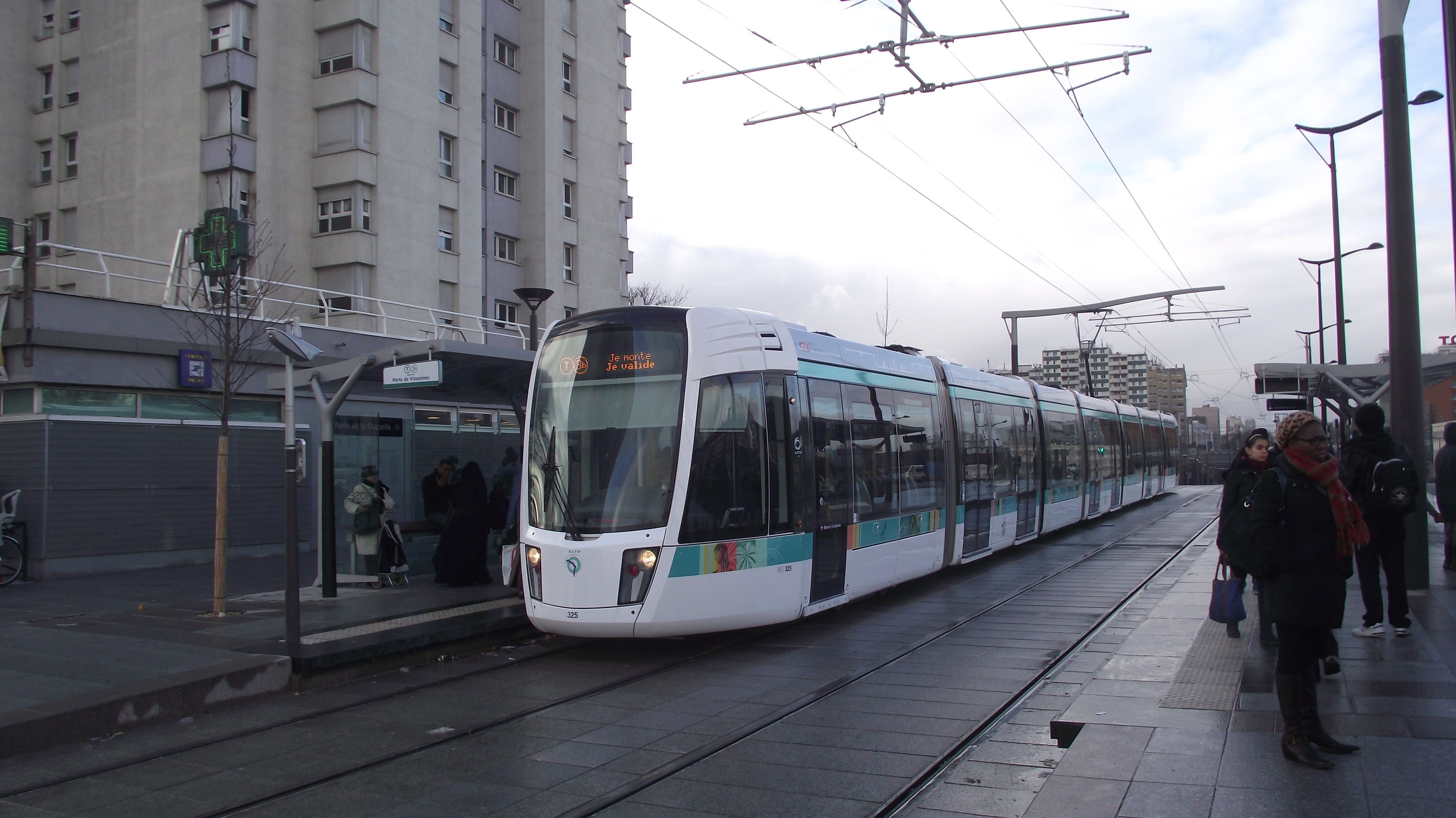
De tramhalte.

### Metrostation
Het metrostation ligt onder de Rue de la Chapelle.

### Tramhalte
De tramhalte ligt op de Boulevard Ney.

## Aansluitingen
- RATP-busnetwerk: zeven lijnen
- Noctilien: twee lijnen

Mairie d'Aubervilliers · Aimé Césaire · Front Populaire · Porte de la Chapelle · Marx Dormoy · Marcadet - Poissonniers · Jules Joffrin · Lamarck - Caulaincourt · Abbesses (metrostation) · Pigalle · Saint-Georges · Notre-Dame-de-Lorette · Trinité - d'Estienne d'Orves · Saint-Lazare · Madeleine · Concorde · Assemblée nationale · Solférino · Rue du Bac · Sèvres - Babylone · Rennes · Notre-Dame-des-Champs · Montparnasse - Bienvenüe · Falguière · Pasteur · Volontaires · Vaugirard · Convention · Porte de Versailles · Corentin Celton · Mairie d'Issy